# UFC 157
UFC 157: Rousey vs. Carmouche（ユーエフシー・ワンフィフティセブン：ラウジー・バーサス・カムーシェ）は、アメリカ合衆国の総合格闘技団体「UFC」の大会の一つ。2013年2月23日、カリフォルニア州アナハイムのホンダセンターで開催された。

## 大会概要
本大会ではロンダ・ラウジーとリズ・カムーシェによるUFC世界女子バンタム級タイトルマッチが組まれた。

### ルール改正
本大会から女子バンタム級（-61kg）が新設された。

### カード変更
負傷などによるカードの変更は以下の通り。
- チャド・メンデス vs. マニー・ガンブリャン → ガンブリャンの負傷により中止

## 試合結果

### アーリープレリム
第1試合 79.8kg契約ワンマッチ 5分3R
○  ナフション・バレル vs.  ユーリ・ビルフォート ×
3R終了 判定3-0（29-28、29-28、30-27）
※バレルの体重超過によりウェルター級から変更。
第2試合 ウェルター級ワンマッチ 5分3R
○  ニール・マグニー vs.  ジョン・マンリー ×
3R終了 判定3-0（30-27、30-27、29-28）
第3試合 ウェルター級ワンマッチ 5分3R
○  ケニー・ロバートソン vs.  ブロック・ジャーディン ×
1R 2:57 膝十字固め

### プレリミナリーカード
第4試合 ライト級ワンマッチ 5分3R
○  サム・スタウト vs.  カロス・フォドー ×
3R終了 判定2-1（28-29、29-28、29-28）
第5試合 フェザー級ワンマッチ 5分3R
○  デニス・バミューデス vs.  マット・グライス ×
3R終了 判定2-1（29-28、28-29、29-28）
第6試合 ライト級ワンマッチ 5分3R
○  マイケル・キエーザ vs.  アントン・クイヴァネン ×
2R 2:29 リアネイキドチョーク
第7試合 ヘビー級ワンマッチ 5分3R
○  ブレンダン・シャウブ vs.  ラバー・ジョンソン ×
3R終了 判定3-0（30-27、30-27、30-27）

### メインカード
第8試合 ウェルター級ワンマッチ 5分3R
○  ロビー・ローラー vs.  ジョシュ・コスチェック ×
1R 3:57 TKO（パウンド）
第9試合 ウェルター級ワンマッチ 5分3R
○  コート・マッギー vs.  ジョシュ・ニアー ×
3R終了 判定3-0（30-27、30-27、30-27）
第10試合 バンタム級ワンマッチ 5分3R
○  ユライア・フェイバー vs.  アイヴァン・メンジバー ×
1R 4:34 リアネイキドチョーク
第11試合 ライトヘビー級ワンマッチ 5分3R
○  リョート・マチダ vs.  ダン・ヘンダーソン ×
3R終了 判定2-1（28-29、29-28、29-28）
第12試合 UFC世界女子バンタム級タイトルマッチ 5分5R
○  ロンダ・ラウジー vs.  リズ・カムーシェ ×
1R 4:49 腕ひしぎ十字固め
※ラウジーが初防衛に成功。

### 各賞
ファイト・オブ・ザ・ナイト： デニス・バミューデス vs. マット・グライス
ノックアウト・オブ・ザ・ナイト： ロビー・ローラー
サブミッション・オブ・ザ・ナイト： ケニー・ロバートソン
各選手にはボーナスとして5万ドルが支給された。